# Spasitelj (2014.)
Spasitelj (ar. المخلص, engl. The Savior) igrani je dramski film iz 2014. godine o životu, muci i uskrsnuću Isusa Krista. Film je prema scenariju Philipa Dorra producirao i režirao Robert Savo, a snimljen je u palestinsko-jordansko-bugarskoj koprodukciji.

## O filmu
Film Spasitelj u cijelosti je sniman na povijesnim lokacijama Izraela i Palestine. Isusov život od nadnaravnog začeća i potom kasnijega javnog djelovanja sve do bolne smrti i uskrsnuća te uzašašća na nebo ispričan je i prikazan u mnogim filmovima. No ova je ekranizacija njegove priče nešto posebno: ostvarili su ju i odglumili ljudi koji žive tamo gdje je i Isus živio i gdje mu je bio dom pa stoga ovaj film omogućuje drukčiji i vrlo realističan pogled na život Mesije.

## Uloge
- Yussuf Abu-Warda kao evanđelist Luka
- Ayman Nahas kao Ivan Krstitelj
- Shredy Jabarin kao Isus
- Hanan Hillo kao Marija, majka Isusova
- Nariman al Qurneh kao Marija Magdalena
- Mohammad Bakri kao Herod Antipa
- Maisa Abd Elhadi kao Saloma

## Vanjske poveznice
- Spasitelj (The Savior) u internetskoj bazi filmova IMDb-a
- Spasitelj (The Savior) u filmskoj bazi podataka AllMovie
- Francisco H. Castillo – The Savior: A Film Rewiev (engl.)